# Atlético Villa de Madrid
El Atlético Villa de Madrid, más conocido simplemente como Villa de Madrid, fue un equipo de fútbol femenino con sede en Madrid, España —precedente del Atlético Féminas, embrión del actual Club Atlético de Madrid—. Desde su fundación hasta su desaparición militó en la Liga Nacional de Fútbol, entonces máxima categoría del fútbol femenino en España. En la primera de ellas se proclamó campeón de liga, y subcampeón en la siguiente, antes de finalizar penúltimo en su tercer y último curso antes de su disolución.
Fue pese a su corta existencia uno de los referentes del fútbol nacional y regional recibiendo ayudas económicas de Jesús Gil, entonces presidente del Club Atlético de Madrid.

## Historia
El Atlético Villa de Madrid surgió en 1989 tras la consolidación un año antes de la Liga Nacional de Fútbol, el primer campeonato de liga de España. En la que fue su primera temporada, y segunda del torneo, fue campeón tras sumar 43 puntos de 44 posibles, y subcampeón un año más tarde tras un triple empate a 20 puntos con el Oiartzun Kirol Elkartea —campeón— y el Añorga Kirol eta Kultur Elkartea (Sociedad Cultural y Deportiva Añorga) resuelta por goal-average. Pese a los buenos resultados acabó desapareciendo tras perder el apoyo económico del Club Atlético de Madrid que por entonces presidía Jesús Gil. La mayor parte de sus jugadoras pasaron entonces a reforzar otro equipo madrileño, el Club Deportivo Oroquieta Villaverde, que se convirtió en el gran dominador del fútbol femenino español en los años 1990.
Disputó también, antes de disolverse, la edición de 1990 y de 1991 del Campeonato de España de Copa, donde fue eliminado en semifinales en ambas ocasiones por el ya citado Añorga K. K. E., a la postre campeón de aquellas dos ediciones.
Una década después, varias de las jugadoras del extinto Villa de Madrid se reunieron con los dirigentes del Club Atlético de Madrid para dar vida a la sección femenina de fútbol de la entidad, y tras las negociaciones surgió el Atlético Féminas, embrión del actual Club Atlético de Madrid. Fue a raíz de la desaparición del Coslada Club de Fútbol Femenino cuando su entonces entrenadora, María Vargas —exjugadora del Villa de Madrid— junto con la guardameta del equipo Lola Romero y apoyadas por las 36 jugadoras pertenecientes al primer y segundo equipo de la sección cosladiega, convencieron a los directivos del Atlético de Madrid para que iniciaran un equipo femenino. Así, sin formar parte como tal del organigrama oficial del club rojiblanco, recibió a préstamo unas equipaciones con el escudo del club y les cedió un campo de entrenamiento en el polideportivo de Vicálvaro. Ellas mismas se encargaron de encontrar un patrocinador y, por normativa de la Real Federación Española de Fútbol, comenzaron en la última categoría del fútbol femenino nacional, la Primera Regional. En 2002 finalmente el club las integró en su organigrama como Club Atlético de Madrid Féminas.

## Trayectoria
| Temporada                                                             | Liga          | Liga     | Liga | Liga | Liga | Liga | Liga | Liga | Liga | Copa           | Entrenador/a | Presidente/a |
| Temporada                                                             | División      | Posición | J    | G    | E    | P    | GF   | GC   | Pts. | Copa           | Entrenador/a | Presidente/a |
| --------------------------------------------------------------------- | ------------- | -------- | ---- | ---- | ---- | ---- | ---- | ---- | ---- | -------------- | ------------ | ------------ |
| 1989-90                                                               | Liga Nacional | 1.º      | 22   | 21   | 1    | 0    | 121  | 33   | 43   | 1/2            | Emilio Mauri | Jesús Gil    |
| 1990-91                                                               | Liga Nacional | 2.º      | 14   | 9    | 2    | 3    | 32   | 22   | 20   | 1/2            |              | Jesús Gil    |
| 1991-92                                                               | Liga Nacional | 7.º      | 13   | 3    | 3    | 7    | 35   | 43   | 9    | No clasificado |              | Jesús Gil    |
| Temporada                                                             | Competición   | Posición | J    | G    | E    | P    | GF   | GC   | Ptos | Copa           | Entrenador/a | Presidente/a |
| Temporada                                                             | Liga          |          |      |      |      |      |      |      |      | Copa           | Entrenador/a | Presidente/a |
| Datos actualizados a última temporada antes de la extinción del club. |               |          |      |      |      |      |      |      |      |                |              |              |

## Datos del club
- Temporadas en Liga Nacional: 3.
- Mayor goleada conseguida: 13-2 (dos veces).
  - vs. Puente Castro Fútbol Club en la jornada 3 (8 de octubre de 1989) y en la jornada 14 (1 de abril de 1990).
- Mayor goleada recibida: 14-1.
  - vs. Club Femení Barcelona en la jornada 5 (27 de octubre de 1991).
- Mejor puesto en la liga: 1.º
- Peor puesto en la liga: 7.º

## Palmarés
| Competición Nacional        | Títulos | Subcampeonatos |
| --------------------------- | ------- | -------------- |
| Liga Nacional de España (1) | 1989-90 | 1990-91. (1)   |
| Copa de España (0)          |         |                |